# Persone di nome Manlio
| Questa pagina contiene informazioni ricavate automaticamente dalle voci biografiche con l'ausilio del template Bio e di un bot. L'aggiornamento è periodico e automatico e ricostruisce completamente la pagina. Se manca una persona in questa lista, sei pregato di non aggiungerla, ma accertati piuttosto che la sua voce biografica contenga il template Bio e che i dati anagrafici siano correttamente compilati. Se il template Bio manca, inseriscilo tu stesso o, in alternativa, metti l'avviso {{tmp\|Bio}} che ne segnala la mancanza. Se i dati riportati sono sbagliati, correggi direttamente la voce biografica; le modifiche saranno visibili in questa lista entro pochi giorni. Per chiarimenti vedi il progetto antroponimi. La lista contiene solo le 88 persone che sono citate nell'enciclopedia e per le quali è stato implementato correttamente il template Bio. Pagina aggiornata al 22 lug 2025. |

Questa è una lista di persone presenti nell'enciclopedia che hanno il nome Manlio, suddivise per attività principale.

## Allenatori di calcio(4)
- Manlio Bacigalupo, allenatore di calcio e calciatore italiano (Vado Ligure, n. 1907 - Genova, † 1977)
- Manlio Cipolla, allenatore di calcio, calciatore e nutrizionista italiano (Pavia, n. 1927 - Campione d'Italia, † 2013)
- Manlio Scopigno, allenatore di calcio e calciatore italiano (Paularo, n. 1925 - Rieti, † 1993)
- Manlio Zanini, allenatore di calcio e ex calciatore italiano (San Daniele del Friuli, n. 1954)

## Architetti(1)
- Manlio Costa, architetto italiano (La Spezia, n. 1901 - La Spezia, † 1936)

## Astisti(1)
- Manlio Legat, astista, lunghista e multiplista italiano (Pianoro, n. 1889 - Roma, † 1915)

## Attori(5)
- Manlio Busoni, attore e doppiatore italiano (Empoli, n. 1907 - Roma, † 1979)
- Manlio De Angelis, attore, doppiatore e direttore del doppiaggio italiano (Roma, n. 1935 - Olbia, † 2017)
- Manlio Dovì, attore, cabarettista e imitatore italiano (Palermo, n. 1964)
- Manlio Guardabassi, attore, doppiatore e regista italiano (Roma, n. 1916 - Milano, † 1993)
- Mark Shanon, attore cinematografico e attore pornografico italiano (Roma, n. 1939 - Manziana, † 2018)

## Attori teatrali(1)
- Manlio Nistri, attore teatrale, regista e scenografo italiano (Taranto, n. 1909 - Roma, † 1968)

## Aviatori(2)
- Manlio Biccolini, aviatore e generale italiano (Firenze, n. 1916 - Roma, † 1991)
- Manlio Quarantelli, aviatore italiano (Velletri, n. 1926 - Milano, † 1984)

## Avvocati(2)
- Manlio Faggella, avvocato, filologo e traduttore italiano (Roma, n. 1894 - Roma, † 1978)
- Manlio Sargenti, avvocato e politico italiano (Isernia, n. 1915 - Milano, † 2012)

## Bibliotecari(1)
- Manlio Dazzi, bibliotecario e poeta italiano (Parma, n. 1891 - Padova, † 1968)

## Calciatori(6)
- Manlio Bertolin, calciatore italiano (Casarsa della Delizia, n. 1924)
- Manlio Compagno, calciatore italiano (Roma, n. 1939 - Roma, † 2020)
- Manlio Grandi, calciatore italiano (Bologna, n. 1930 - Modena, † 2002)
- Manlio Pacini, calciatore italiano (Firenze, n. 1913 - Firenze, † 1998)
- Manlio Presel, calciatore italiano (Trieste, n. 1923 - Trieste, † 2008)
- Manlio Vigna, calciatore italiano (Genova, n. 1939 - Genova, † 2017)

## Ceramisti(1)
- Manlio Trucco, ceramista e pittore italiano (Genova, n. 1884 - Albisola Superiore, † 1974)

## Cestisti(1)
- Manlio Stabilini, cestista italiano (Varese)

## Critici letterari(1)
- Manlio Pastore Stocchi, critico letterario e filologo italiano (Venezia, n. 1935 - Padova, † 2021)

## Dirigenti sportivi(1)
- Manlio Muccini, dirigente sportivo e calciatore italiano (Riccione, n. 1940 - Riccione, † 2008)

## Drammaturghi(1)
- Manlio Santanelli, drammaturgo italiano (Napoli, n. 1938)

## Economisti(2)
- Manlio Resta, economista italiano (Roma, n. 1908 - Roma, † 1983)
- Manlio Rossi-Doria, economista e politico italiano (Roma, n. 1905 - Roma, † 1988)

## Filologi(1)
- Manlio Simonetti, filologo classico e latinista italiano (Roma, n. 1926 - Roma, † 2017)

## Filosofi(1)
- Manlio Sgalambro, filosofo, scrittore e poeta italiano (Lentini, n. 1924 - Catania, † 2014)

## Fumettisti(1)
- Manlio Truscia, fumettista, illustratore e pittore italiano (Enna, n. 1950)

## Generali(2)
- Manlio Gabrielli, generale, diplomatico e scrittore italiano (Giuliano di Roma, n. 1892 - Roma, † 1967)
- Manlio Scopigno, generale italiano (Roma, n. 1963)

## Geografi(1)
- Manlio Castiglioni, geografo e cartografo italiano (Milano, n. 1897 - † 1968)

## Ginnasti(1)
- Manlio Pastorini, ginnasta italiano (Pistoia, n. 1879 - Firenze, † 1942)

## Giornalisti(4)
- Manlio Armellini, giornalista, editore e manager italiano (Porto San Giorgio, n. 1937 - Milano, † 2020)
- Manlio Lupinacci, giornalista e politico italiano (Roma, n. 1903 - Roma, † 1982)
- Manlio Maradei, giornalista e scrittore italiano (Roma, n. 1930 - Roma, † 2024)
- Manlio Morgagni, giornalista italiano (Forlì, n. 1879 - Roma, † 1943)

## Giuristi(2)
- Manlio Capitolo, giurista e poeta italiano (Tursi, n. 1902 - Roma, † 1954)
- Manlio Mazziotti di Celso, giurista italiano (Roma, n. 1919 - Roma, † 2017)

## Illustratori(1)
- Manlio D'Ercoli, illustratore e pittore italiano (Terni, n. 1909 - Roma, † 1997)

## Imprenditori(1)
- Manlio Cerroni, imprenditore italiano (Pisoniano, n. 1926)

## Linguisti(1)
- Manlio Cortelazzo, linguista italiano (Padova, n. 1918 - Padova, † 2009)

## Mafiosi(1)
- Manlio Vitale, mafioso italiano (Roma, n. 1949)

## Medici(1)
- Manlio Livio Cassandro, medico e politico italiano (Barletta, n. 1924 - † 1973)

## Mezzofondisti(1)
- Manlio Molinari, ex mezzofondista e velocista sammarinese (n. 1964)

## Militari(9)
- Manlio Candrilli, militare italiano (Villarosa, n. 1893 - Brescia, † 1945)
- Manlio De Pisa, militare e marinaio italiano (Olevano Romano, n. 1898 - Roma, † 1991)
- Manlio Feruglio, militare italiano (San Trovaso, n. 1892 - Val Calcino, † 1917)
- Manlio Garibaldi, militare italiano (Caprera, n. 1873 - Bordighera, † 1900)
- Manlio Ginocchio, militare e aviatore italiano (La Spezia, n. 1876 - Santa Margherita Ligure, † 1951)
- Manlio Molfese, militare e aviatore italiano (Albano di Lucania, n. 1883 - Roma, † 1969)
- Manlio Mora, militare italiano (Parma, n. 1883 - Parma, † 1973)
- Manlio Savaré, militare italiano (Milano, n. 1885 - Giggiga, † 1940)
- Manlio Stiavelli, militare e ingegnere italiano (Pistoia, n. 1889 - † 1958)

## Musicisti(1)
- Manlio Mazza, musicista, compositore e direttore d'orchestra italiano (Cremona, n. 1889 - Firenze, † 1937)

## Partigiani(1)
- Manlio Longon, partigiano e dirigente d'azienda italiano (Padova, n. 1911 - Bolzano, † 1945)

## Pistard(1)
- Manlio Moro, pistard e ciclista su strada italiano (Pordenone, n. 2002)

## Pittori(7)
- Manlio Argenti, pittore italiano (La Spezia, n. 1919 - La Spezia, † 2011)
- Manlio Giarrizzo, pittore italiano (Palermo, n. 1896 - Firenze, † 1957)
- Manlio Guberti Helfrich, pittore, incisore e scrittore italiano (Ravenna, n. 1917 - Castelnuovo di Porto, † 2003)
- Manlio Martinelli, pittore italiano (Livorno, n. 1884 - Pisa, † 1974)
- Manlio Masu, pittore e insegnante italiano (Olbia, n. 1935 - Alghero, † 2025)
- Manlio Rho, pittore italiano (Como, n. 1901 - Como, † 1957)
- Manlio Sarra, pittore italiano (Monte San Giovanni Campano, n. 1909 - Roma, † 1986)

## Politici(9)
- Manlio Brosio, politico e diplomatico italiano (Torino, n. 1897 - Torino, † 1980)
- Manlio Cecovini, politico e saggista italiano (Trieste, n. 1914 - Trieste, † 2010)
- Manlio Collavini, politico italiano (Rivignano, n. 1937)
- Manlio Contento, politico italiano (Sedegliano, n. 1958)
- Manlio Cremonini, politico italiano (San Severino Marche, n. 1901 - Milano, † 1961)
- Manlio Di Stefano, politico italiano (Palermo, n. 1981)
- Manlio Ianni, politico italiano (Contigliano, n. 1937 - Rieti, † 2019)
- Manlio Messina, politico italiano (Catania, n. 1973)
- Manlio Vineis, politico italiano (Saluzzo, n. 1928 - Caraglio, † 2016)

## Politologi(1)
- Manlio Graziano, politologo italiano (n. 1958)

## Sceneggiatori(1)
- Manlio Scarpelli, sceneggiatore e regista italiano (Roma, n. 1924 - Roma, † 1984)

## Schermidori(1)
- Manlio Di Rosa, schermidore italiano (Livorno, n. 1914 - Livorno, † 1989)

## Scrittori(2)
- Manlio Cancogni, scrittore e giornalista italiano (Bologna, n. 1916 - Marina di Pietrasanta, † 2015)
- Manlio Castagna, scrittore, regista e sceneggiatore italiano (Salerno, n. 1974)

## Sindacalisti(2)
- Manlio Germozzi, sindacalista italiano (Corridonia, n. 1908 - Roma, † 1997)
- Manlio Lo Vecchio Musti, sindacalista italiano († 1974)

## Storici(1)
- Manlio Brigaglia, storico e giornalista italiano (Tempio Pausania, n. 1929 - Sassari, † 2018)

## Teologi(1)
- Manlio Sodi, teologo italiano (Sinalunga, n. 1944)

## Truccatori(1)
- Manlio Rocchetti, truccatore italiano (Roma, n. 1943 - Miami, † 2017)

## Velocisti(1)
- Manlio Gelsomini, velocista, militare e partigiano italiano (Roma, n. 1907 - Roma, † 1944)